# Jan Kotowicz

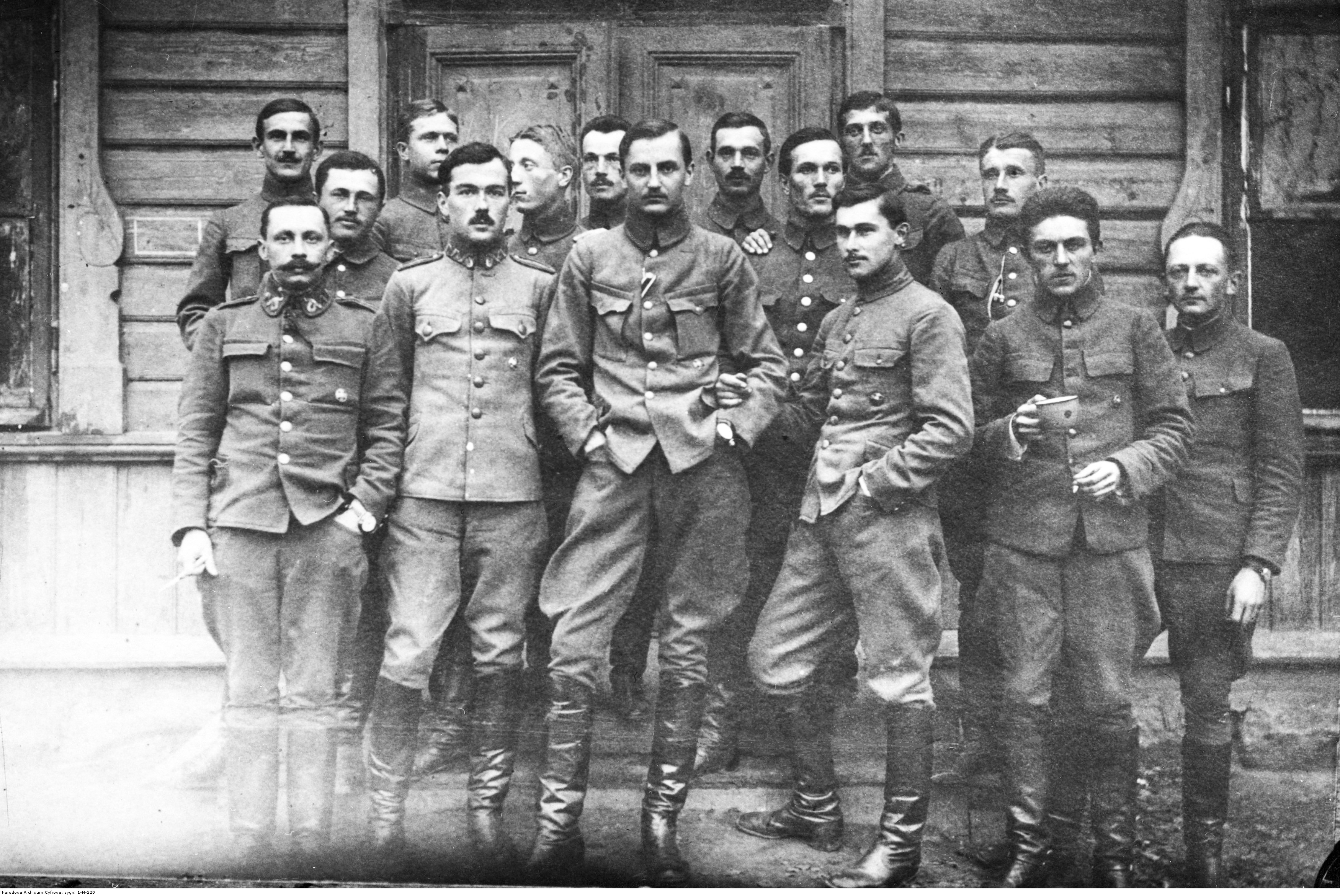
Grupa oficerów I Brygady Legionów. W centrum Leopold Lis-Kula; Jan Kotowicz w drugim rzędzie 6. od lewej; listopad 1916.

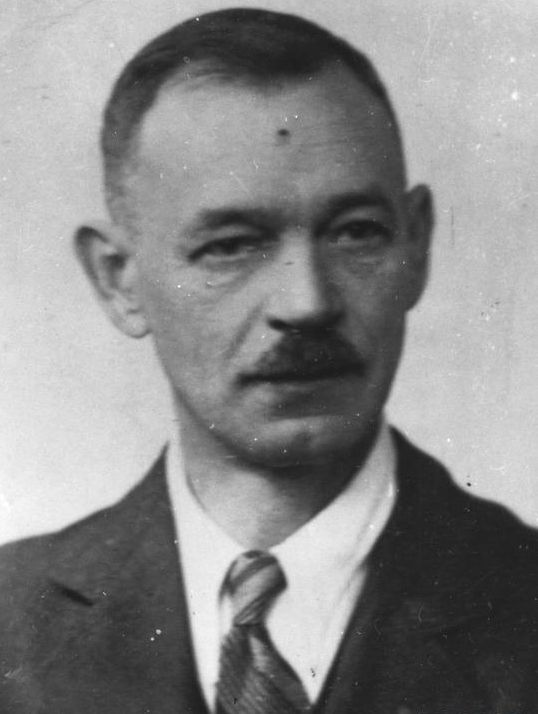
Jan Stefan Kotowicz

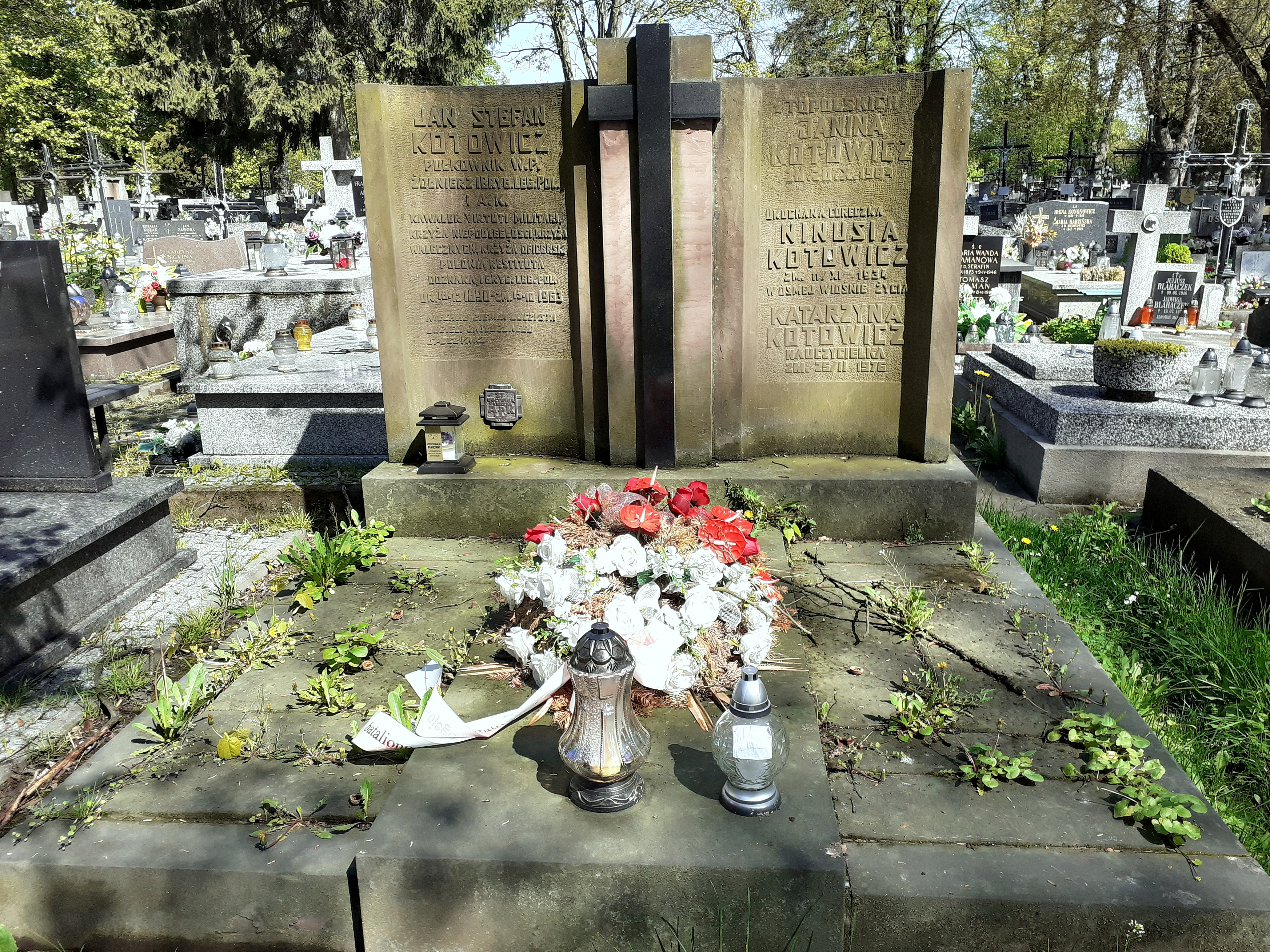
Grobowiec rodzinny Jana Kotowicza

Jan Stefan Kotowicz, ps. Twardy (ur. 18 grudnia 1890 w Rzeszowie, zm. 15 października 1963 tamże) – pułkownik piechoty Wojska Polskiego, działacz niepodległościowy, kawaler Orderu Virtuti Militari.

## Życiorys
Urodził się 18 grudnia 1890 w Rzeszowie, w rodzinie Jana i Zofii z Chudzickich. W 1910 zdał maturę w I Gimnazjum im. S. Konarskiego w Rzeszowie. Podjął studia prawnicze na UJ w Krakowie i pracował jako urzędnik asekuracyjny. W 1912 został członkiem Związku Strzeleckiego w Rzeszowie.
8 sierpnia 1914 wstąpił do Legionów i ukończył kurs oficerski 1 pułku piechoty Legionów Polskich w Zambrowie. Następnie działał w Polskiej Organizacji Wojskowej. 1 listopada 1916 został mianowany podporucznikiem z pominięciem stopnia chorążego. Brał udział w bitwach pod Laskami, Borzechowem i Krzywopłotami i tam został ciężko ranny w nogę. 18 września 1917 wcielono go do armii austriackiej. Ukończył szkołę oficerską w miejscowości Basovice pod Triestem.
W listopadzie 1918 współorganizował Pułk Ziemi Rzeszowskiej (późniejszy 17 pułk piechoty). Od 17 stycznia do 20 czerwca 1919 w szeregach 17. pp brał udział w walkach na Wołyniu, gdzie został ranny. Po leczeniu przydzielono go do Kadry 17. pp.  Od 20 VI 1920 do stycznia 1921 był dowódcą komp., a później zastępcą dowódcy i kierownikiem wyszkolenia w batalionie zapasowym 17. pp w Rzeszowie. Na stopień porucznika awansował 15 listopada 1918, 1 grudnia 1919 został mianowany kapitanem. Po wojnie pełnił służbę w pułkach piechoty w Rzeszowie, Lidzie i Brodnicy. W 1931 w Rembertowie ukończył kurs dowódców batalionów i pułków. W latach 1923–1925 w Lidzie opiekował się Wojskowym Klubem Sportowym. W 1926 został przeniesiony do 17 pp na stanowisko dowódcy batalionu. W październiku 1927 został przesunięty na stanowisko zastępcy dowódcy pułku. 23 stycznia 1928 prezydent RP nadał mu stopień podpułkownika z dniem 1 stycznia 1928 w korpusie oficerów piechoty i 32. lokatą. W marcu 1930 został przeniesiony do Dowództwa Okręgu Korpusu Nr III w Grodnie na stanowisko kierownika Okręgowego Urzędu Wychowania Fizycznego i Przysposobienia Wojskowego. W marcu 1932 został przeniesiony do 67 pułku piechoty w Brodnicy na stanowisko dowódcy pułku. W czerwcu 1935 został przeniesiony do 6 pułku strzelców podhalańskich w Samborze na stanowisko dowódcy pułku. Na stopień pułkownika został awansowany ze starszeństwem z 19 marca 1937 i 3. lokatą w korpusie oficerów piechoty. Pułkiem dowodził do 4 czerwca 1938. Następnie był dowódcą Podkarpackiej Brygady Obrony Narodowej i kierownikiem 10 Okręgowego Urzędu WFiPW w Przemyślu. Był współzałożycielem klubu sportowego „Resovia”.
W kampanii wrześniowej dowodził 3 Brygadą Górską Strzelców. W pierwszych dniach września 1939 organizował obronę w Górach Słonnych k. Sanoka. Był internowany na Węgrzech i przebywał w Győr i Eger, gdzie był polskim komendantem obozu. Przedostał się w lipcu 1943 roku do Warszawy, gdzie przeszedł do pracy podziemnej. Objął po płk.  Stanisławie Klepaczu kierownictwo Wydziału Wojskowego OPW. Do jego zadań należało utrzymywanie kontaktu z oddziałami wojskowymi tej organizacji, przekazanymi AK, oraz nadzór nad pismem „Dekada”. Członkowie OPW składali również na jego ręce przysięgę AK. Równocześnie, podobnie jak inni oficerowie służby stałej należący do OPW, został skierowany do AK. Był inspektorem Komendy Głównej AK. W okresie od 16 do 25 lipca 1944 był ostatnim dowódcą 27 Wołyńskiej Dywizji Piechoty AK, którą rozwiązał 26 lipca 1944 roku. 
W październiku 1944 roku został aresztowany w Kurowie i wyrokiem Wojskowego Sądu Okręgowego w Lublinie z 13 sierpnia 1945 roku skazany na 10 lat więzienia, ale we wrześniu zwolniony na podstawie amnestii. Po wojnie pracował do 1949 roku w Państwowych Nieruchomościach Ziemskich w Kijowie jako magazynier oraz w inwalidzkich spółdzielniach pracy w Rzeszowie. Przeszedł na rentę 1 września 1958 roku.
Zmarł 15 października 1963 w Rzeszowie i został pochowany na tamtejszym Cmentarzu Pobitno.
Był dwukrotnie żonaty: z Marią Pelczarską, a po jej śmierci z Janiną Topolską, z którą miał dwie córki: Marię i Stefanię Annę.

## Ordery i odznaczenia
- Krzyż Srebrny Orderu Wojennego Virtuti Militari nr 7102[1][11]
- Krzyż Niepodległości – 20 stycznia 1931 „za pracę w dziele odzyskania niepodległości”[19]
- Krzyż Oficerski Orderu Odrodzenia Polski – 10 listopada 1928 „za zasługi na polu pracy niepodległościowej i wyszkolenia wojska”[20]
- Krzyż Walecznych czterokrotnie[21][11]
- Medal Pamiątkowy za Wojnę 1918–1921
- Medal Dziesięciolecia Odzyskanej Niepodległości